# Barry Cullen
Charles Francis „Barry“ Cullen (* 16. Juni 1935 in Ottawa, Ontario; † 16. Dezember 2022 in Guelph, Ontario) war ein kanadischer Eishockeyspieler, der im Verlauf seiner aktiven Karriere zwischen 1953 und 1964 unter anderem 224 Spiele für die Toronto Maple Leafs und Detroit Red Wings in der National Hockey League (NHL) auf der Position des rechten Flügelstürmers bestritten hat. Darüber hinaus absolvierte Cullen über 300 Partien in der American Hockey League (AHL), wo er im Jahr 1963 mit den Buffalo Bisons den Calder Cup gewann und im Jahr zuvor bester Torschütze der Liga war.

## Karriere
Cullen verbrachte seine Juniorenzeit zwischen 1953 und 1955 bei den St. Catharines Teepees in der Ontario Hockey Association (OHA). Mit den Teepees gewann der Offensivspieler im Jahr 1954 – an der Seite seines älteren Bruders Brian – das Triple bestehend aus dem J. Ross Robertson Cup, der George Richardson Memorial Trophy und dem prestigeträchtigen Memorial Cup. Insgesamt absolvierte Cullen in dem zweijährigen Zeitraum 144 Partien, in denen ihm 241 Scorerpunkte gelangen.
Der 20-Jährige wurde daraufhin im Juni 1955 von den Toronto Maple Leafs aus der National Hockey League (NHL) als Free Agent unter Vertrag genommen. Sie setzten ihn in seiner ersten Profisaison zunächst bei den Winnipeg Warriors in der Western Hockey League (WHL) ein. Seine dortigen Leistungen mit 85 Punkten in 81 Partien bescherten ihm am Saisonende die Ernennung zum Rookie des Jahres der Liga sowie den Gewinn der Ligameisterschaft in Form des Lester Patrick Cups. Darüber hinaus kam er dreimal für die Maple Leafs in der NHL zum Einsatz. Mit Beginn der Spielzeit 1956/57 gehörte der Stürmer zum Stammkader Torontos und war dort für die drei folgenden Jahre aktiv. Im Juni 1959 wurde Cullen im Tausch für Francis Roggeveen und Johnny Wilson an die Detroit Red Wings abgegeben, wo er allerdings nur eine Saison verbrachte.
Im August 1960 war der Kanadier abermals Teil eines Transfergeschäfts, als er für Pete Conacher zu den New York Rangers transferiert wurde. Dort konnte er sich allerdings nicht durchsetzen, wodurch er in den folgenden vier Jahren ausschließlich für deren Kooperationspartner Buffalo Bisons in der American Hockey League (AHL) zu Einsätzen kam. Seine beste Spielzeit bestritt Cullen dort in der Saison 1961/62, als ihm seine 41 Tore und 94 Scorerpunkte gemeinsam mit Floyd Smith den Titel des besten Torschützen der Liga einbrachte und er darüber hinaus ins AHL First All-Star Team berufen wurde. Ein Jahr später gewann er mit den Bisons – wieder an der Seite seines Bruders Brian – den Calder Cup, um wiederum am Ende der folgenden Saison im Alter von 29 Jahren seinen Rücktritt vom aktiven Sport bekanntzugeben.
Cullen verstarb im Dezember 2022 im Alter von 87 Jahren in Guelph in der Provinz Ontario.

## Erfolge und Auszeichnungen
| - 1954 J.-Ross-Robertson-Cup-Gewinn mit den St. Catharines Teepees - 1954 George-Richardson-Memorial-Trophy-Gewinn mit den St. Catharines Teepees - 1954 Memorial-Cup-Gewinn mit den St. Catharines Teepees - 1956 Lester-Patrick-Cup-Gewinn mit den Winnipeg Warriors | - 1956 WHL Rookie of the Year - 1962 Bester Torschütze der AHL (gemeinsam mit Floyd Smith) - 1962 AHL First All-Star Team - 1963 Calder-Cup-Gewinn mit den Buffalo Bisons |

## Karrierestatistik
(Legende zur Spielerstatistik: Sp oder GP = absolvierte Spiele; T oder G = erzielte Tore; V oder A = erzielte Assists; Pkt oder Pts = erzielte Scorerpunkte; SM oder PIM = erhaltene Strafminuten; +/− = Plus/Minus-Bilanz; PP = erzielte Überzahltore; SH = erzielte Unterzahltore; GW = erzielte Siegtore; 1 Play-downs/Relegation; Kursiv: Statistik nicht vollständig)

## Familie
Cullens älterer Bruder Brian sowie sein jüngerer Bruder Ray waren ebenfalls professionelle Eishockeyspieler in der National Hockey League (NHL) und absolvierten jeweils über 300 Partien in der Liga. Ebenso schaffte sein Sohn John den Sprung in die NHL und bestritt dort über 650 Partien, während er zweimal am NHL All-Star Game teilnahm. Seine drei Enkel Joe, Mark und Matt, die allesamt von seinem weiteren Sohn Terry stammen, waren ebenfalls im professionellen Eishockey aktiv. Matt war dabei mit weit über 1.500 NHL-Einsätzen und drei Stanley-Cup-Siegen der mit Abstand erfolgreichste.